# 毛癬菌屬
毛癬菌屬（學名：Trichophyton）是子囊菌門下的一種真菌。其菌絲可以產生光滑直筒狀的大分生孢子（macroconidia）與許多小分生孢子（microconidia）。其中大分生孢子直接在菌絲側向生長，呈棒狀或紡綻狀，大小約為4-8乘8-50微米。在大部分该属物种中，大分生孢子少见或不存在。小分生孢子呈圓形、梨形、棒狀或不規則狀，大小約為2-3乘2-4微米。毛癬菌屬侵害人類的皮膚、毛囊及指甲造成皮膚感染。

## 感染
毛癬菌造成皮膚感染為最常見，可感染皮膚、毛囊與指甲等組織，其症狀與小孢癬菌和表皮癬菌相似。毛癬菌會造成頭癬、鬍须癬、體癬、股癬、甲癬、灰指甲、富貴手及足癬等。
一種稱為疊瓦毛癬菌的毛癬菌屬真菌會引起稱為马拉巴尔癣（Malabar itch）的感染，症狀為全身產生同心圓狀皮癣。通常發生在熱帶地區。

## 診斷與治療
毛癬菌屬感染的診斷通常使用熱氫氧化鉀處理毛屑，可將人體組織的蛋白質水解，留下耐鹼的菌絲及孢子進行形態判斷。也可經培養後以顯微鏡判斷大小分生孢子的特徵，與其他屬進行區別。治療可外用髮癬退或咪唑，若為指甲感染則需口服灰黃黴素。

## 種與原始生存環境
以下列出毛癬菌屬的各物種，以及其天然宿主。
| 阿耶洛毛癬菌Trichophyton ajelloi                         | 土壤             |
| 同心圆毛癬菌Trichophyton concentricum                    | 人類             |
| 馬毛癬菌Trichophyton equinum                             | 動物（馬）       |
| Trichophyton flavescens                                  | 土壤、鳥類       |
| Trichophyton gloriae                                     | 土壤             |
| 麥格尼毛癬菌Trichophyton megnini                         | 人類             |
| 下颔毛癬菌Trichophyton mentagrophytes var. erinacei      | 動物（刺蝟）     |
| 趾间毛癬菌Trichophyton mentagrophytes var. interdigitale | 人類             |
| Trichophyton phaseoliforme                               | 土壤             |
| 紅色毛癬菌Trichophyton rubrum                            | 人類             |
| 许兰毛癬菌Trichophyton schoenleinii                      | 人類             |
| 猴毛癬菌Trichophyton simii                               | 動物（猴、家禽） |
| 蘇丹毛癬菌Trichophyton soudanense                        | 人類             |
| 土壤毛癣菌 Trichophyton terrestre                        | 土壤             |
| 斷髮毛癬菌Trichophyton tonsurans                         | 人類             |
| 范氏毛癬菌Trichophyton vanbreuseghemii                   | 土壤             |
| 疣狀毛癬菌Trichophyton verrucosum                        | 動物（牛、馬）   |
| 紫色毛癬菌Trichophyton violaceum                         | 人類             |
| 赤非毛癬菌Trichophyton yaoundei                          | 人類             |